# سانتياغو ليزانا
سانتياغو ليزانا (بالإسبانية: Santiago Lizana)‏ هو لاعب كرة قدم تشيلي في مركز الوسط، ولد في 30 سبتمبر 1992 في رانكاغوا في تشيلي. لعب مع نادي أوهيجينس.

## وصلات خارجية
- سانتياغو ليزانا على موقع قاعدة بيانات كرة القدم.إي يو (الإنجليزية)
- سانتياغو ليزانا على موقع Soccerway.com (الإنجليزية)
- سانتياغو ليزانا على موقع عالم كرة القدم.نت (الإنجليزية)
- سانتياغو ليزانا على موقع AS.com (الإسبانية)